# Anthony Fantano
Anthony Fantano (Connecticut, 28 de outubro de 1985) é um crítico musical estadunidense, YouTuber e personalidade da internet conhecido por seu canal relacionado à música no YouTube, The Needle Drop e seu site associado. Seu site e vídeos no YouTube discutem e analisam uma variedade de gêneros musicais. Fantano nasceu em Connecticut e é descendente de sicilianos. Ele passou sua adolescência em Wolcott, Connecticut. É considerado um dos mais relevantes críticos musicais da atualidade.

## Carreira
Fantano começou sua carreira em meados dos anos 2000 como diretor musical da estação de rádio da Southern Connecticut State University.
Em 2007, Fantano começou a trabalhar na Connecticut Public Radio, onde apresentou The Needle Drop. No mesmo ano, ele lançou The Needle Drop na forma de resenhas escritas, eventualmente lançando sua série de resenhas de vídeo no início de 2009, começando com uma crítica sobre Jay Reatard. A crítica de Fantano sobre o álbum Cosmogramma do Flying Lotus, de 2010, que apareceu ao lado de outros vídeos do Flying Lotus na seção "Vídeos em destaque" do YouTube deu a ele a "dica" para continuar fazendo críticas em vídeo. Em 2010, Fantano removeu resenhas mais antigas que continham clipes musicais para evitar violações da Lei de Direitos Autorais do Milênio Digital. Na época, ele estava trabalhando em The Needle Drop na estação de rádio da faculdade, bem como em uma pizzaria. No final de 2011, ele decidiu seguir The Needle Drop em tempo integral, mas manteve a afiliação ao WNPR até 2014.
Ele foi entrevistado no South by Southwest em 2011 sobre a ascensão do vlogging musical, junto com Matt Galloway do Rock It Out! blog e Michael Roffman, presidente e editor-chefe da Consequence of Sound. Em março de 2011, ele foi destaque em um artigo do The Guardian também sobre a ascensão dos vlogs musicais. The Needle Drop ganhou em 2011 o Music Awards na categoria "Beyond the Blog". Fantano recebeu uma oferta de um programa de resenhas de álbuns no Adult Swim, que não se concretizou. 
De acordo com Joe Coscarelli, correspondente cultural do The New York Times, Fantano trouxe com sucesso uma "arte antiga para um novo meio" e revitalizou o formato de crítica de discos para uma geração mais jovem de consumidores de música. Fantano teve uma participação especial no vídeo de Lil Nas X para o remix de Young Thug e Mason Ramsey de "Old Town Road", aparecendo como um trabalhador para a instalação militar Area 51 (uma referência ao meme "Storm Area 51"). Em 2019, Fantano fez a curadoria de uma compilação de caridade, The Needle Drop LP, que consiste em "artistas que apareceram no site ou foram avaliados favoravelmente no passado", incluindo Open Mike Eagle, Polyphia, Xiu Xiu, Zeal & Ardor, entre outros. Os lucros do álbum foram doados para o Immigrant Legal Resource Centre, instituição sem fins lucrativos.